# تاترا تی ۱۶۳

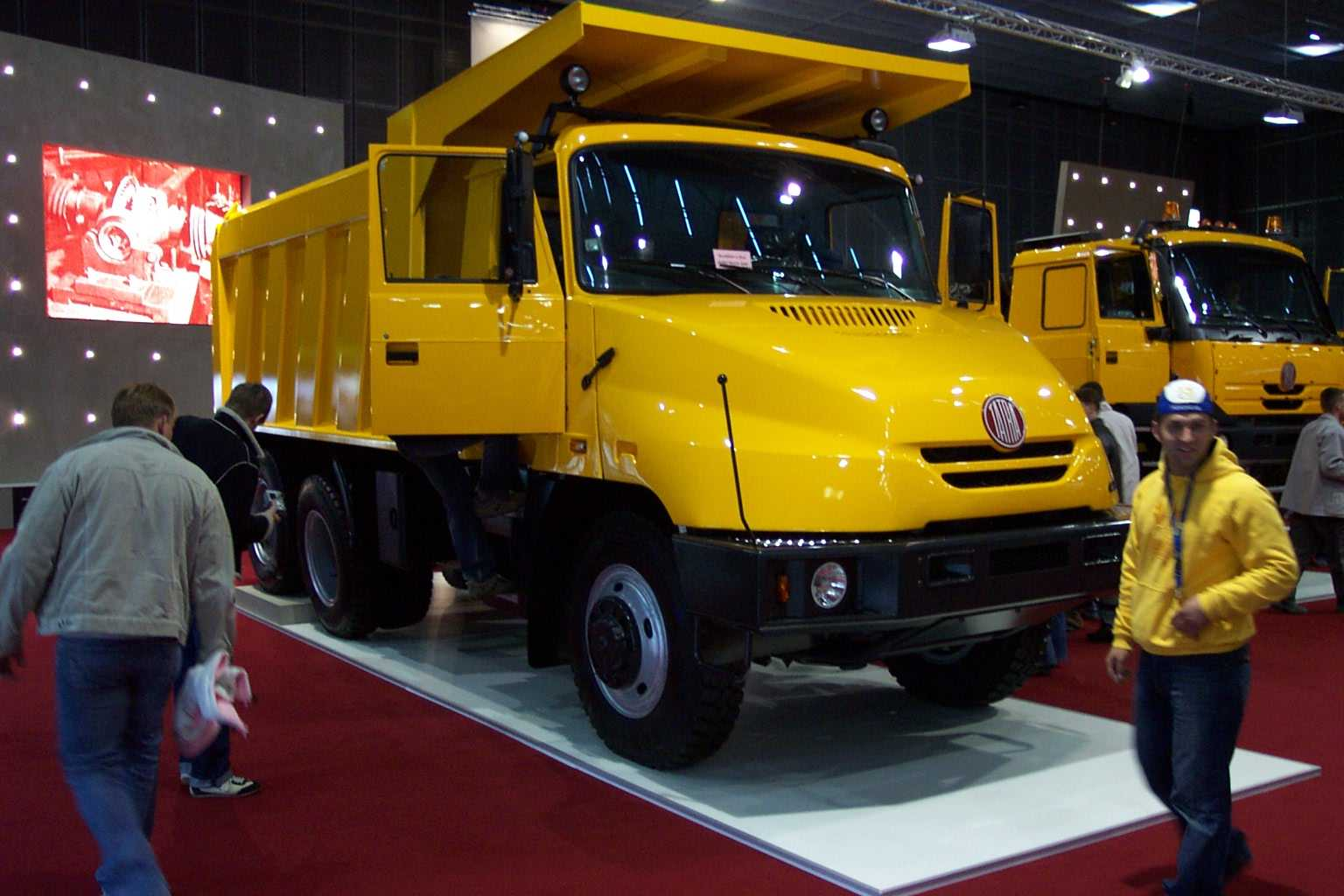

تاترا تی ۱۶۳ (Tatra T ۱۶۳) خودرویی است که از سال ۱۹۹۹ تا کنون در موراوی و جمهوری چک تولید شده‌است. است. سیستم جعبه‌دندهٔ آن به صورت دستی است.